# Oniscus simoni
Oniscus simoni är en kräftdjursart som beskrevs av Gustav Budde-Lund 1885. Oniscus simoni ingår i släktet Oniscus och familjen Oniscidae. Inga underarter finns listade i Catalogue of Life.